# Jarrod Saltalamacchia
Jarrod Scott Saltalamacchia (né le 2 mai 1985 à West Palm Beach, Floride, États-Unis) est un receveur de la Ligue majeure de baseball.
Il a fait ses débuts en 2007 et est un gagnant de la Série mondiale 2013 avec les Red Sox de Boston.
Surnommé Salty,, Jarrod Saltalamacchia détient un record de la MLB : celui du joueur ayant le nom de famille le plus long de l'histoire de la ligue, soit 14 lettres.

## Carrière

### Braves d'Atlanta
Jarrod Saltalamacchia est un choix de première ronde des Braves d'Atlanta en 2003. C'est avec eux qu'il fait ses débuts dans les majeures le 2 mai 2007, jour de son 22e anniversaire de naissance.  En quatre présences au bâton, il soutire un but-sur-balles et est atteint par le tir d'un lanceur des Phillies de Philadelphie. C'est à son second match en carrière, le 6 septembre face aux Dodgers de Los Angeles, qu'il réussit son premier coup sûr, aux dépens de Randy Wolf, et produit son premier point. Le 27 mai contre Philadelphie, il claque son premier coup de circuit dans les grandes ligues, contre le lanceur Cole Hamels. Après 47 matchs, Saltalamacchia présente une moyenne au bâton de ,284 avec 4 circuits et 12 points produits pour les Braves. Mais le 31 juillet, à la date limite des échanges, il est impliqué dans une importante transaction : les Braves cèdent Saltalamacchia, le joueur d'arrêt-court d'avenir Elvis Andrus, les lanceurs Neftali Feliz, Beau Jones et Matt Harrison aux Rangers du Texas afin d'obtenir le joueur de premier but étoile Mark Teixeira et le releveur Ron Mahay.

### Rangers du Texas

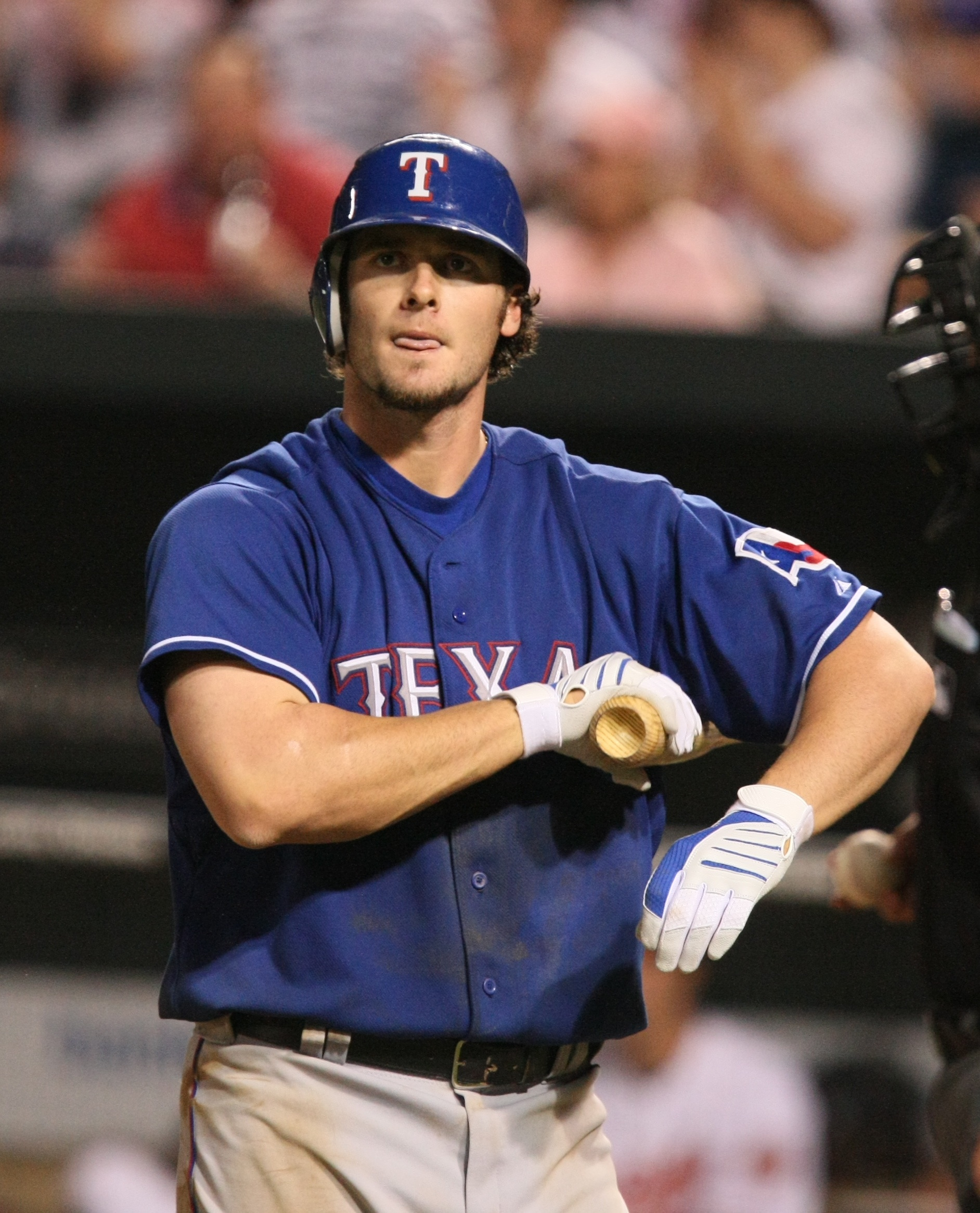
Saltalamacchia en 2009 avec les Rangers du Texas.

Saltalamacchia termine 2007 au Texas. Il compile un total de 82 coups sûrs, 11 circuits et 33 points produits pour la saison. Sa moyenne au bâton s'élève à ,266.
Saltalamacchia, qui lance de la droite et frappe des deux côtés du marbre, perd en 2008 son poste de receveur de confiance du club au profit de Gerald Laird.
En 2009, il atteint son plus haut total de points produits jusque-là en carrière, soit 34, le tout en 84 parties jouées.
Blessé au deuxième match de la saison 2010 des Rangers, Saltalamacchia est placé sur la liste des joueurs blessés, puis rétrogradé aux ligues mineures. Après l'acquisition du receveur Bengie Molina, vétéran des Giants de San Francisco, en juin, la présence de Saltalamacchia n'est plus requise chez les Rangers. Le 31 juillet 2010, Saltalamacchia et le receveur des ligues mineures Michael Thomas sont échangés aux Red Sox de Boston contre deux joueurs des ligues mineures, le lanceur droitier Román Méndez et le joueur de premier but Chris McGuiness.
La qualité du jeu défensif de Jarrod Saltalamacchia derrière le marbre fut un sujet préoccupant pour les Rangers, le joueur ayant développé une tendance à effectuer des lancers erratiques, parfois même en retournant simplement la balle à son lanceur après un tir. Rétrogradé aux ligues mineures dans l'espoir qu'un séjour avec le club-école d'Oklahoma City l'aide à résoudre son problème, il commet 12 mauvais relais dans un seul match, la balle bondissant vers le monticule ou passant par-dessus la tête de son lanceur. Ce problème, appelé yips, a déjà affecté quelques autres joueurs dont le receveur Mackey Sasser.

### Red Sox de Boston

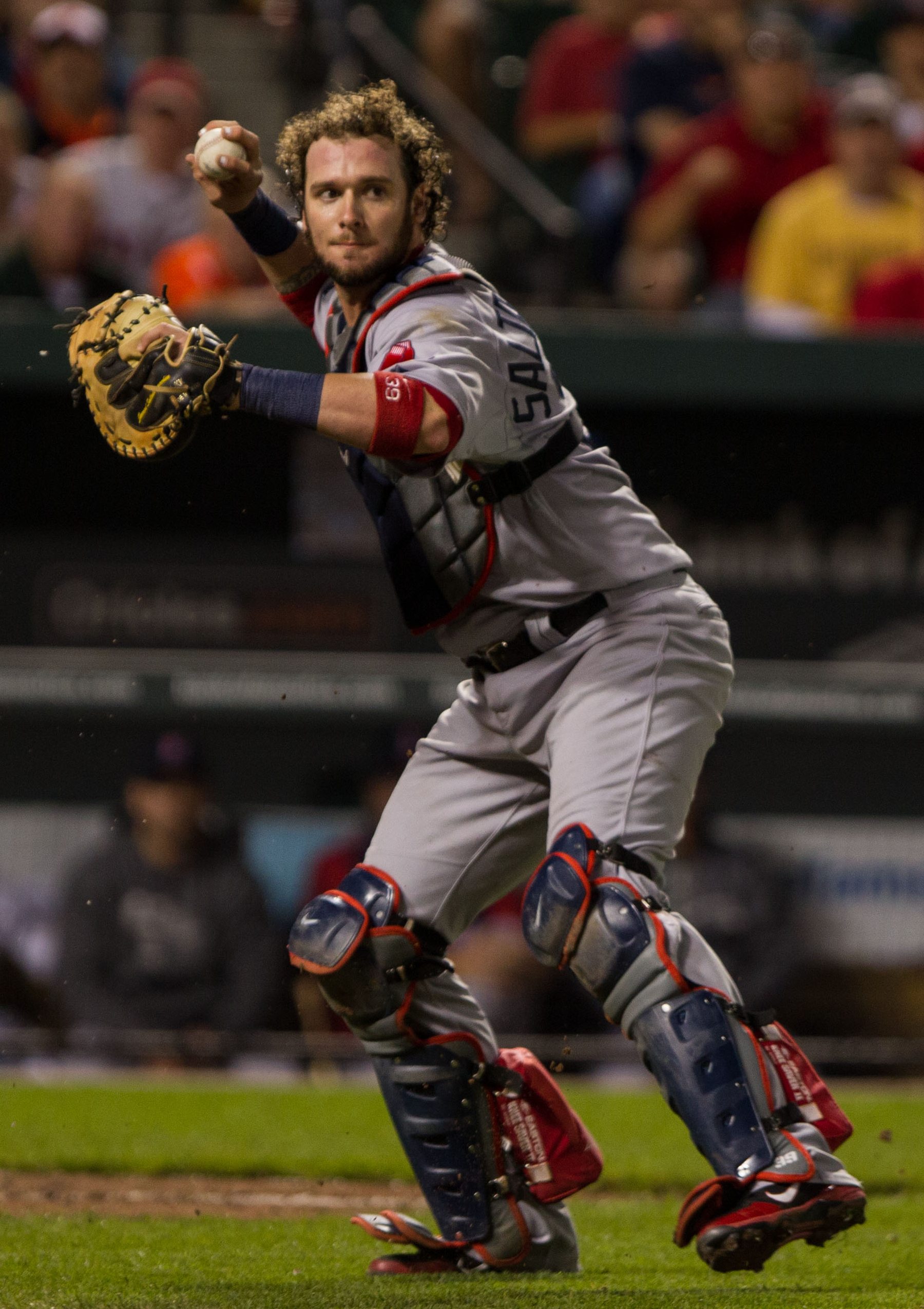
Saltalamacchia en 2012 avec les Red Sox de Boston.

En 2011, Saltalamacchia partage le travail derrière le marbre avec le vétéran Jason Varitek, receveur des Red Sox depuis une quinzaine d'années. Saltalamacchia joue 101 parties comme receveur, contre 68 pour Varitek. En attaque, Saltalamacchia frappe pour ,235 avec 16 circuits et 56 points produits (deux records personnels) en 103 matchs joués. Il frappe 25 circuits pour les Red Sox en 2012, le plus haut total du club avec deux de plus que David Ortiz. Malgré une moyenne au bâton de seulement ,222 en 2012, il abat ses records de circuits et de points produits avec 25 et 59, respectivement.
Il est le receveur des Red Sox dans 116 matchs en 2013 et apparaît dans 121 rencontres au total, frappant pour ,273 avec 14 circuits et 65 points produits. Dans le second match de la Série de championnat 2013 de la Ligue américaine, il complète un ralliement spectaculaire des Red Sox qui, tirant de l'arrière 1-5 l'emportent 6-5, avec un coup sûr victorieux en fin de 9e manche face aux Tigers de Détroit. Saltalamacchia remporte la Série mondiale 2013 avec les Red Sox.

### Marlins de Miami
Le 6 décembre 2013, il signe un contrat de trois saisons avec les Marlins de Miami. Il frappe pour ,220 avec 11 circuits et 44 points produits en 114 matchs des Marlins en 2014. Son jeu défensif laisse grandement à désirer : il mène les receveurs des majeures avec 15 erreurs.
Les Marlins confinent Saltalamacchia au banc au début de la saison 2015 et le remplacent derrière le marbre par J. T. Realmuto, une recrue. Incapable d'échanger le vétéran receveur, ils le libèrent de son contrat le 5 mai 2015 mais sont contraints de lui verser 15 des 21 millions de dollars promis dans son contrat.

### Tigers de Détroit
Le 6 décembre 2015, Saltalamacchia signe un contrat d'un an avec les Tigers de Détroit.

## Vie personnelle
Jarrod Saltalamacchia est de descendance italienne. Atteint d'un trouble du déficit de l'attention avec ou sans hyperactivité, il est depuis 2008 traité à l'Adderall, un médicament permis par la Ligue majeure de baseball seulement en cas de nécessité médicale.
Il est marié depuis 2005 à Ashley Saltalamacchia, qui était enseignante d'éducation physique à l'école secondaire Royal Palm Beach High qu'il fréquentait jusqu'en 2003. Celle-ci ne lui a pas enseigné et le couple a commencé à se fréquenter à l'automne 2004.